# Copa do Presidente da Coreia do Sul de 1982
A Copa do Presidente da Coreia do Sul de 1982 foi um torneio de futebol realizado em 1982, na Coreia do Sul. Teve como campeão o Operário Futebol Clube e a Coreia do Sul.

## Participantes
- Bayer Leverkusen II
- Bahrein
- Coreia do Sul
- Hallelujah
- Índia
- Indonésia Garuda
- Malásia
- PSV Eindhoven
- Tailândia

## Fase de Grupos

### Grupo A
| Equipe           | J | V | E | D | GP | GC | SG  | Pts |
| ---------------- | - | - | - | - | -- | -- | --- | --- |
| PSV Eindhoven    | 4 | 3 | 1 | 0 | 15 | 2  | +13 | 7   |
| Coreia do Sul    | 4 | 3 | 0 | 1 | 7  | 2  | +5  | 6   |
| Indonésia Garuda | 4 | 1 | 1 | 2 | 2  | 8  | −6  | 3   |
| Índia            | 4 | 0 | 2 | 2 | 1  | 3  | −2  | 2   |
| Bahrein          | 4 | 0 | 2 | 2 | 2  | 12 | −10 | 2   |

| 5 de junho  | Coreia do Sul | 0 - 2 | PSV Eindhoven                 | Seoul Stadium, Seul |
| 15:30 (KST) |               |       | R. van de Kerkhof · Wildschut |                     |

| 5 de junho  | Índia | 0 - 1 | Indonésia Garuda |  |
| 17:15 (KST) |       |       | Agusman          |  |

| 7 de junho  | Coreia do Sul                              | 3 - 0 | Indonésia Garuda | Daegu Civil Stadium, Daegu |
| 15:00 (KST) | Park Seong-Hwa 41' · Choi Soon-Ho 44', 88' |       |                  |                            |

| 7 de junho  | PSV Eindhoven                                                               | 8 - 1 | Bahrein     | Daegu Civil Stadium, Daegu |
| 16:45 (KST) | Geels 11', 31', 44', 68' · R. van de Kerkhof 36', 57' · Koolhof 53' · ? 67' |       | Ibrahim 61' |                            |

| 9 de junho  | Bahrein | 1 - 1 | Indonésia Garuda | Busan Gudeok Stadium, Busan |
| 18:00 (KST) | ?       |       | ?                |                             |

| 9 de junho | Coreia do Sul | 1 - 0 | Índia | Busan Gudeok Stadium, Busan |
| (KST)      | ? 65'         |       |       |                             |

| 11 de junho | PSV Eindhoven  | 1 - 1 | Índia     | Gwangju Stadium, Gwangju |
| 15:00 (KST) | Poortvliet 70' |       | Tapan 49' |                          |

| 11 de junho | Coreia do Sul                  | 3 - 0 | Bahrein | Gwangju Stadium, Gwangju |
| 16:45 (KST) | Lee Tae-Ho 27', · Choi Soon-Ho |       |         |                          |

| 13 de junho | Índia | 0 - 0 | Bahrein | Incheon Civil Stadium, Incheon |
| 15:00 (KST) |       |       |         |                                |

| 13 de junho | PSV Eindhoven | 4 - 0 | Indonésia Garuda | Incheon Civil Stadium, Incheon |
| 16:45 (KST) | ,             |       |                  |                                |

### Grupo B
| Equipe              | J | V | E | D | GP | GC | SG | Pts |
| ------------------- | - | - | - | - | -- | -- | -- | --- |
| Hallelujah          | 4 | 3 | 1 | 0 | 10 | 4  | +6 | 7   |
| Operário            | 4 | 3 | 1 | 0 | 9  | 4  | +5 | 7   |
| Tailândia           | 4 | 1 | 1 | 2 | 3  | 4  | −1 | 3   |
| Malásia             | 4 | 1 | 1 | 2 | 4  | 6  | −2 | 3   |
| Bayer Leverkusen II | 4 | 0 | 0 | 4 | 1  | 9  | −8 | 0   |

| 6 de junho  | Bayer Leverkusen II | 1 - 2 | Malásia               | Seoul Stadium, Seul |
| 15:00 (KST) | D. Popowitsch 43'   |       | Johari Maina 69', 76' |                     |

| 6 de junho  | Hallelujah                                 | 3 - 3 | Operário                                           | Seoul Stadium, Seul |
| 16:45 (KST) | Oh Seok-Jae 68', 90+1' · Lee Young-Gil 84' |       | Arturzinho 3' · Baianinho 22' · Aluísio Santos 31' |                     |

| 8 de junho  | Operário       | 1 - 0 | Tailândia | Daegu Civil Stadium, Daegu |
| 18:00 (KST) | Arturzinho 63' |       |           |                            |

| 8 de junho  | Hallelujah      | 1 - 0 | Malásia | Daegu Civil Stadium, Daegu |
| 19:45 (KST) | Oh Seok-Jae 15' |       |         |                            |

| 10 de junho | Malásia | 1 - 1 | Tailândia | Busan Gudeok Stadium, Busan |
| 18:00 (KST) | ?       |       | ?         |                             |

| 10 de junho | Hallelujah                                   | 4 - 0 | Bayer Leverkusen II | Busan Gudeok Stadium, Busan |
| 19:45 (KST) | Oh Seok-Jae 1', 40' · Lee Gang-Seok 17', 27' |       |                     |                             |

| 12 de junho | Operário | 2 - 0 | Bayer Leverkusen II | Cheongju Stadium, Cheongju |
| 15:00 (KST) | ,        |       |                     |                            |

| 12 de junho | Hallelujah | 2 - 1 | Tailândia   | Cheongju Stadium, Cheongju |
| 16:45 (KST) | ,          |       | Gol marcado |                            |

| 14 de junho | Operário | 3 - 1 | Malásia     | Incheon Civil Stadium, Incheon |
| 15:00 (KST) | ,        |       | Gol marcado |                                |

| 14 de junho | Tailândia   | 1 - 0 | Bayer Leverkusen II | Incheon Civil Stadium, Incheon |
| 16:45 (KST) | Gol marcado |       |                     |                                |

## Fase Final
|  | Semifinais         | Semifinais         |   |                    | Final              | Final |  |
|  |                    |                    |   |                    |                    |       |  |
|  | 16 de junho - Seul |                    |   |                    |                    |       |  |
|  | PSV Eindhoven      | 3                  |   |                    |                    |       |  |
|  | Operário           | 4                  |   |                    |                    |       |  |
|  |                    |                    |   |                    |                    |       |  |
|  |                    |                    |   |                    | 18 de junho - Seul |       |  |
|  |                    |                    |   |                    | Operário           | 0     |  |
|  |                    | Coreia do Sul      | 0 |                    |                    |       |  |
|  |                    |                    |   |                    |                    |       |  |
|  |                    |                    |   |                    |                    |       |  |
|  |                    |                    |   |                    | Terceiro lugar     |       |  |
|  | 16 de junho - Seul | 16 de junho - Seul |   | 18 de junho - Seul | 18 de junho - Seul |       |  |
|  | Hallelujah         | 1                  |   | PSV Eindhoven      | 5                  |       |  |
|  | Coreia do Sul      | 2                  |   |                    | Hallelujah         | 0     |  |

### Semifinais
| 16 de junho | PSV Eindhoven                          | 3 - 4 | Operário                                             | Seoul Stadium, Seul |
| 17:00 (KST) | R. van de Kerkhof 61', 74' · Geels 88' |       | Aluísio 38' · Santos Lima 60', 67' · Luís Carlos 73' |                     |

| 16 de junho | Hallelujah      | 1 - 2 | Coreia do Sul                    | Seoul Stadium, Seul |
| 17:45 (KST) | Oh Seok-Jae 24' |       | Lee Kang-Jo 18' · Lee Tae-Ho 19' |                     |

### Decisão do 3º Lugar
| 18 de junho | PSV Eindhoven           | 5 - 0 | Hallelujah | Seoul Stadium, Seul |
| 18:00 (KST) | R. van de Kerkhof , · , |       |            |                     |

### Final
| 18 de junho | Operário | 0 - 0 (Pro.) | Coreia do Sul | Seoul Stadium, Seul |
| 19:45 (KST) |          |              |               |                     |

## Campeão
| Campeão                 | Campeão            |
| ----------------------- | ------------------ |
| Coreia do Sul 8º título | Operário 1º título |
| Título dividido         |                    |